# Patrik Lundqvist
Axel Patrik Lundqvist, född 23 februari 1984 i Ovansjö församling i Gävleborgs län, är en svensk politiker (socialdemokrat). Han är ordinarie riksdagsledamot sedan 2014, invald för Gävleborgs läns valkrets.
I riksdagen är Lundqvist ledamot i arbetsmarknadsutskottet och riksdagens överklagandenämnd sedan 2022. Han var ledamot i skatteutskottet 2014–2022. Lundqvist har varit suppleant i bland annat civilutskottet, utbildningsutskottet och riksdagens överklagandenämnd.